# Bahia Meio Dia
Bahia Meio Dia é um telejornal local brasileiro produzido pela TV Bahia e exibido por todas as emissoras da Rede Bahia, afiliadas à TV Globo. Vai ao ar de segunda à sábado às 11h45. Na capital, é apresentado por Andréa Silva e Vanderson Nascimento. O telejornal mostra as pautas e os problemas presentes no cotidiano da população com uma linguagem popular e simplificada. É líder de audiência no horário.
Possui versões regionais produzidas pelas emissoras da Rede Bahia no interior do estado, TV Oeste, em Barreiras, TV Santa Cruz, em Itabuna, TV São Francisco, em Juazeiro, TV Subaé, em Feira de Santana e TV Sudoeste, em Vitória da Conquista. Estreou em 25 de agosto de 1997, e seus primeiros apresentadores foram Anna Valéria, Casemiro Neto e Cristina Barude.

## História
O telejornal estreou em 25 de agosto de 1997, substituindo o BATV 1ª Edição e o Bahia Agora. Seus primeiros apresentadores foram Anna Valéria e Casemiro Neto, além de Cristina Barude, que apresentava um quadro de moda, e Genildo Lawinscky, que era comentarista. Em sua estreia, chegou a registrar um pico de 30 pontos de audiência para a TV Bahia na Grande Salvador, com uma distância de 25 pontos para a segunda colocada, TV Aratu.
Em 16 de agosto de 2001, estreou o quadro "Desaparecidos", apresentado todas as quartas-feiras, direto da Praça da Piedade em Salvador, com versões também no interior do estado, mostrando, ao vivo, familiares e amigos em busca de pessoas desaparecidas. Já foram localizadas mais de 6 mil pessoas com a ajuda do quadro.
Em 15 de fevereiro de 2006, a produção da edição estadual do Bahia Meio Dia foi prejudicada devido a uma paralisação realizada por funcionários das emissoras de rádio e TV de Salvador. No dia, por falta de profissionais, o quadro "Desaparecidos" contou somente com participações ao vivo de repórteres do interior do estado, e vinhetas não foram exibidas.
Em março de 2015, as edições locais do Bahia Meio Dia produzidas pelas emissoras TV Oeste e TV São Francisco deixaram de ser exibidas, devido a cortes de gastos.
Em 7 de maio de 2018, Jessica Senra passou a apresentar a edição estadual do Bahia Meio Dia. A estreia marcou o início de uma série de mudanças no conteúdo e formato do telejornal, que passou a seguir uma linha editorial mais popular, contando com opiniões da apresentadora.
A partir de 10 de maio de 2021, o telejornal passou a ser totalmente produzido nas cidades de Feira de Santana, Itabuna e Vitória da Conquista, com o fim da veiculação dos blocos estaduais gerados de Salvador para essas regiões. Aos sábados, o telejornal seguiu sendo inteiramente produzido da capital para todo o estado. Em 25 de outubro de 2021, a TV Oeste reestreou a edição local do Bahia Meio Dia após 6 anos, com duração de 40 minutos. O retorno do telejornal marcou também a retomada da produção de telejornalismo local na emissora, após 2 anos.
Em 18 de outubro de 2022, a TV São Francisco retomou a produção de telejornalismo local após 3 anos, também por meio da reestreia da edição local do Bahia Meio Dia, suspensa junto à da TV Oeste em março de 2015. Em 2023, após anos de grande competição entre as emissoras no horário do almoço em Salvador, o telejornal voltou a consolidar a liderança de audiência na capital, chegando a 14 pontos de audiência contra 11 do Balanço Geral BA, seu principal concorrente, no primeiro trimestre.
Em 4 de dezembro de 2024, a TV Bahia e a Rede Bahia anunciaram a saída de Jessica Senra do Bahia Meio Dia após seis anos. De acordo com o comunicado, a jornalista vai manter a parceria com a emissora, mas sem atuar no jornalismo diário. Na edição do mesmo dia do telejornal, Jessica afirmou emocionada que a decisão foi "bastante amadurecida" e "tomada em conjunto com a Rede Bahia". A apresentadora seguiu na ancoragem do jornalístico até 20 de dezembro, quando se despediu emocionada e foi homenageada ao vivo pela equipe do canal 11.
Em 31 de março de 2025, após meses de expectativa e grande repercussão nas redes sociais, Andréa Silva foi oficialmente anunciada como apresentadora do Bahia Meio Dia ao lado de Vanderson Nascimento. A revelação aconteceu no início da edição do dia do telejornal. No mesmo dia, a TV Bahia estreou nova cenografia para os telejornais locais, contando com um amplo telão de LED e telas interativas.

## Apresentadores

### Salvador
- Anna Valéria (1997-2000)[4]
- Casemiro Neto (1997-2007)[4]
- Patrícia Nobre (2003-2011)[20]
- Jony Torres (2008-2011)[21]
- Camila Marinho (2011-2015)[22]
- Fernando Sodake (2011-2018)[23]
- Silvana Freire (2015-2018)[24]
- Jessica Senra (2018-2024)[11]
- Vanderson Nascimento (2021-presente)[1]
- Andréa Silva (2025-presente)

Apresentadores eventuais
- Kátia Guzzo (1997-2015)
- Jefferson Beltrão (2008-2015)
- Ricardo Ishmael (2011-presente)
- Camila Marinho (2015-2018; 2019-presente)[25]
- Thaic Carvalho (2016-2023)
- Fernando Sodake (2018-presente)
- Camila Oliveira (2019-presente)
- Luana Assiz (2019-2021)[26]
- Lisboa Júnior (2024-presente)
- Müller Nunes (2024-presente)[27]

### Barreiras
- Carlos Augusto[28]

Apresentadores eventuais
- Alyne Miranda

### Feira de Santana
- Adilson Muritiba[29]

Apresentadores eventuais
- Madalena Braga

### Itabuna
- Aracelly Romão

Apresentadores eventuais
- Roger Sarmento
- Isabella Freitas

### Juazeiro
- Joyce Guirra

Apresentadores eventuais
- Thiago Santos

### Vitória da Conquista
- Judson Almeida[30]

Apresentadores eventuais
- Luan Ferreira
- Martha Andrade
- Nayla Gusmão